# Ľubomír Michalík
Ľubomír Michalík (Čadca, 13 augustus 1983) is een Slowaaks betaald voetballer die bij voorkeur in de verdediging speelt. Hij speelt momenteel voor DAC 1904 Dunajská Streda. Vanwege zijn lengte (1 meter 93) verkreeg hij in Engeland de bijnaam De Giraffe.

## Interlandcarrière
Onder leiding van bondscoach Ján Kocian debuteerde Michalík op zondag 10 december 2006 in het Slowaaks voetbalelftal in de vriendschappelijke uitwedstrijd tegen de Verenigde Arabische Emiraten (1-2), net als Matúš Kozáčik (Slavia Praag), Dušan Kuciak (MŠK Žilina), Pavol Farkaš (FC Nitra), Peter Pekarík (MŠK Žilina), Michal Jonáš (ZŤS Dubnica nad Váhom), Pavol Majerník (MFK Košice), Tomáš Hubočan (MŠK Žilina), Michal Filo (ZŤS Dubnica nad Váhom) en Adam Nemec (MŠK Žilina). Hij tekende in dat duel voor de winnende treffer, nadat Michal Jonáš de Slowaken in de 51ste minuut op 1-0 had gezet.
| Interlanddoelpunten | Interlanddoelpunten | Interlanddoelpunten     | Interlanddoelpunten | Interlanddoelpunten | Interlanddoelpunten | Interlanddoelpunten |
| №                   | Datum               | Wedstrijd               | Goal(s)             | Score               | Uitslag             | Competitie          |
| ------------------- | ------------------- | ----------------------- | ------------------- | ------------------- | ------------------- | ------------------- |
| 1                   | 10 december 2006    | VA Emiraten – Slowakije | 54'                 | 0 – 2               | 1 – 2               | Oefeninterland      |
| 2                   | 21 november 2007    | San Marino – Slowakije  | 42'                 | 0 – 1               | 0 – 5               | EK-kwalificatie     |